# Gojca
Gojca je nenaseljeni otočić u Paklenim otocima pored Hvara, u hrvatskom dijelu Jadranskog mora.
Njegova površina iznosi 0,021 km². Dužina obalne crte iznosi 0,55 km.